# Egidius Knops
Egidius Knops (Simpelveld , 14 september 1945) is een Nederlandse beeldhouwer. Hij genoot zijn opleiding aan de Academie voor Beeldende Vorming in Tilburg. Hij leeft en werkt in Berlijn. In de Nederlandse publieke ruimte zijn een aantal werken van hem terug te vinden.

## Werken (selectie)
- Poria Arcadia (1999), Naaldwijk
- Orion (1991), Zwijndrecht
- Verbogen Fietswiel (1990), Meppel
- Nike II (1988), Bussum
- Teken (1985), Amsterdam west

## Fotogalerij

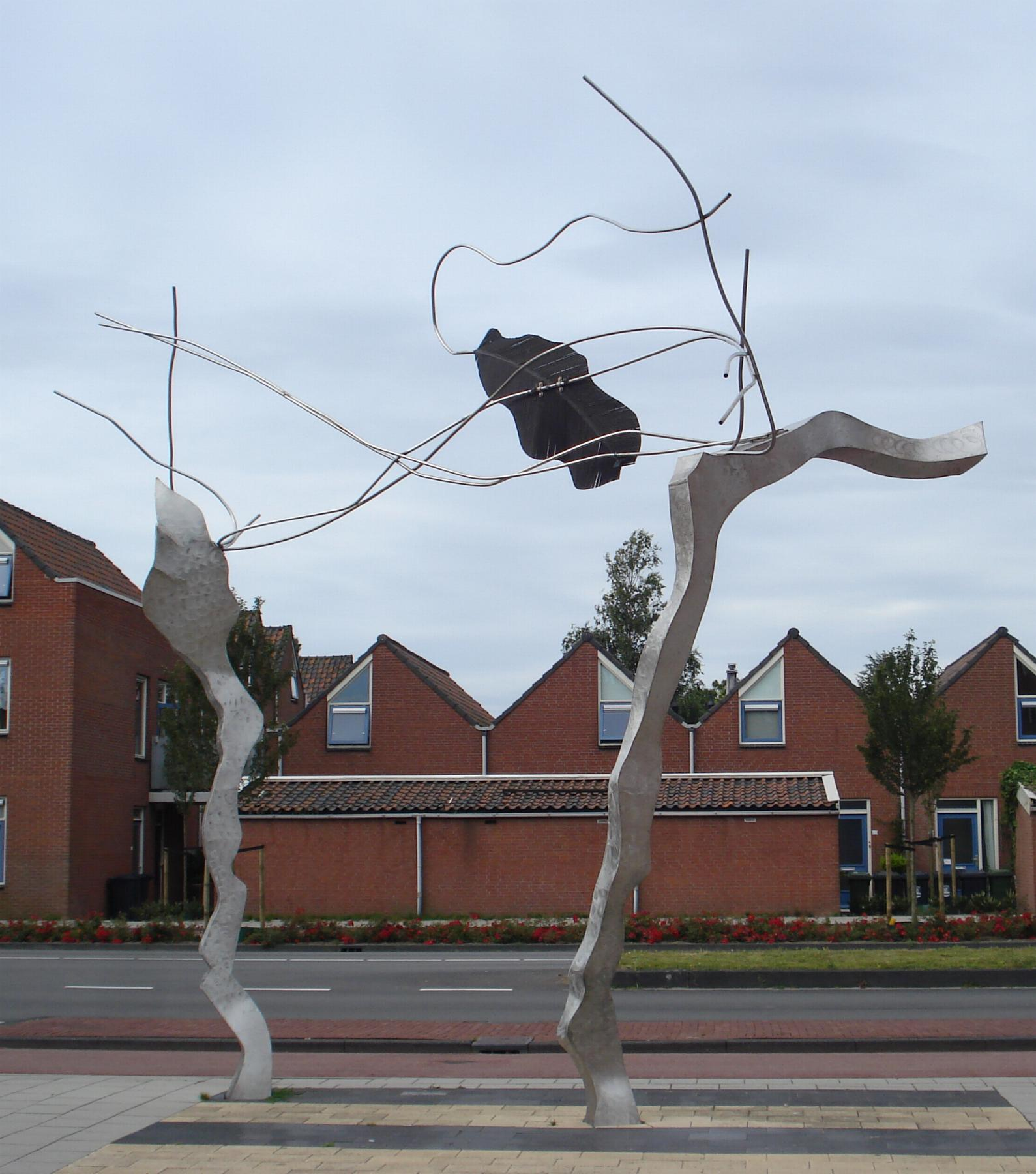
Naaldwijk
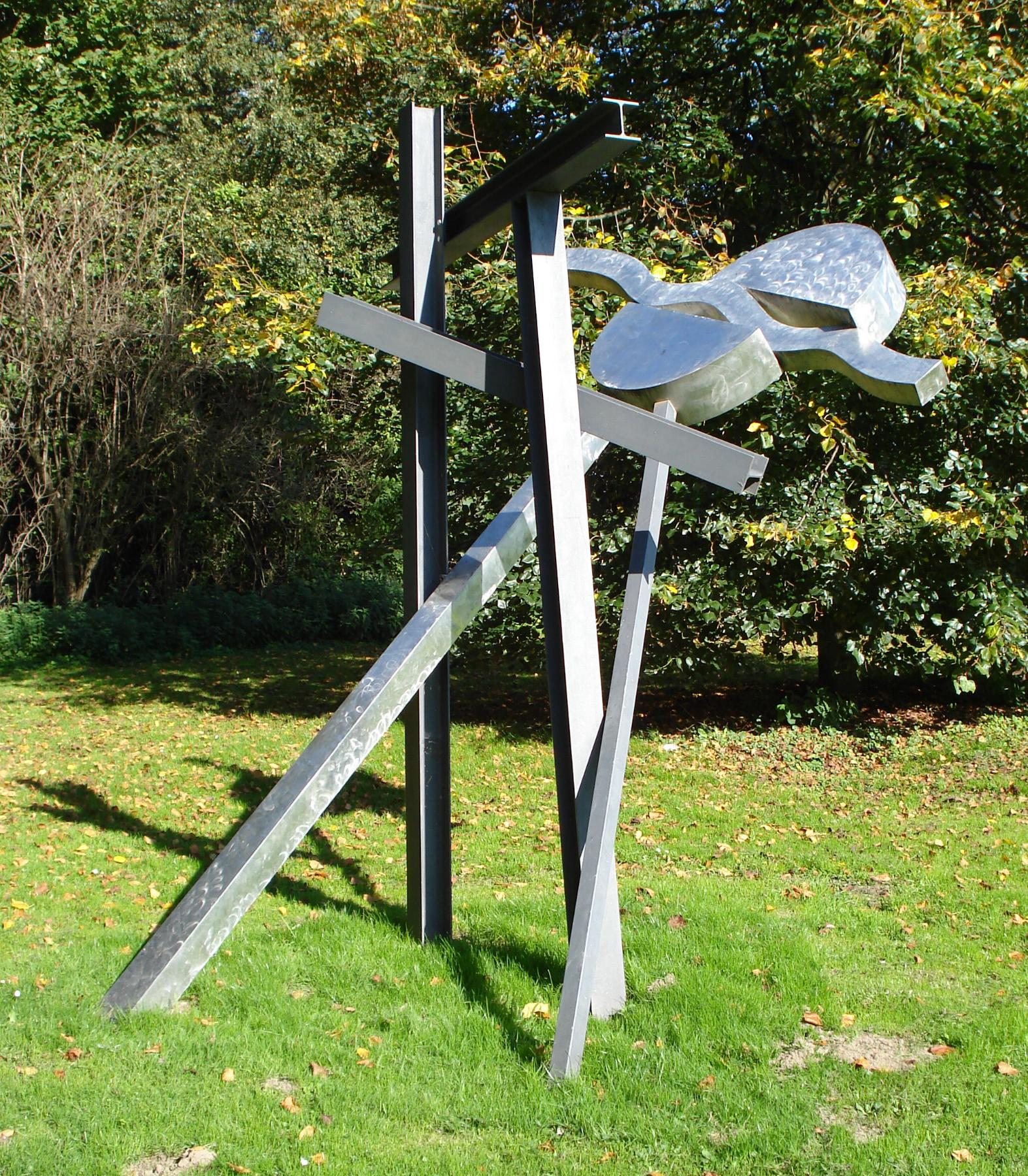
Zwijndrecht
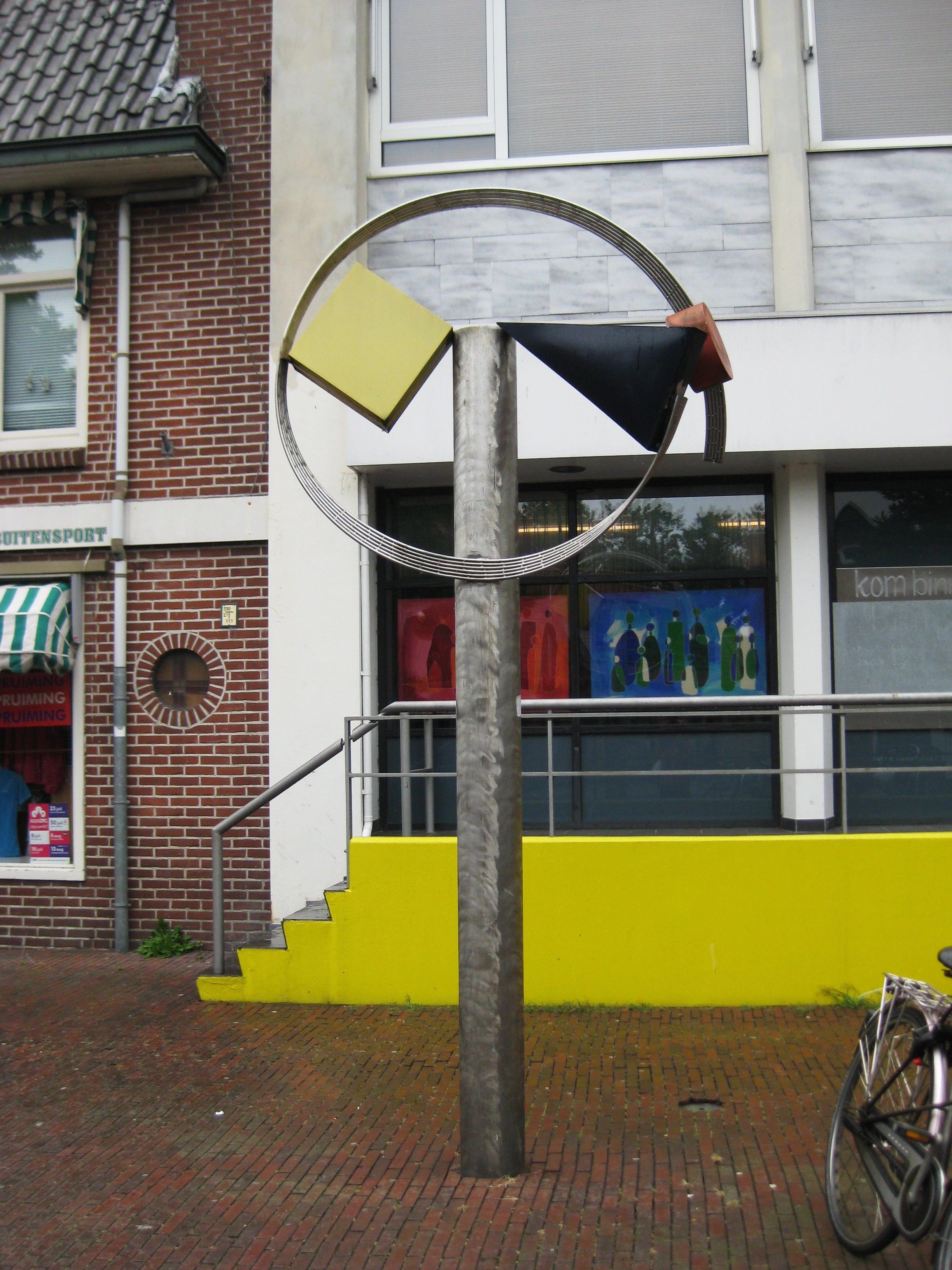
Zwolle
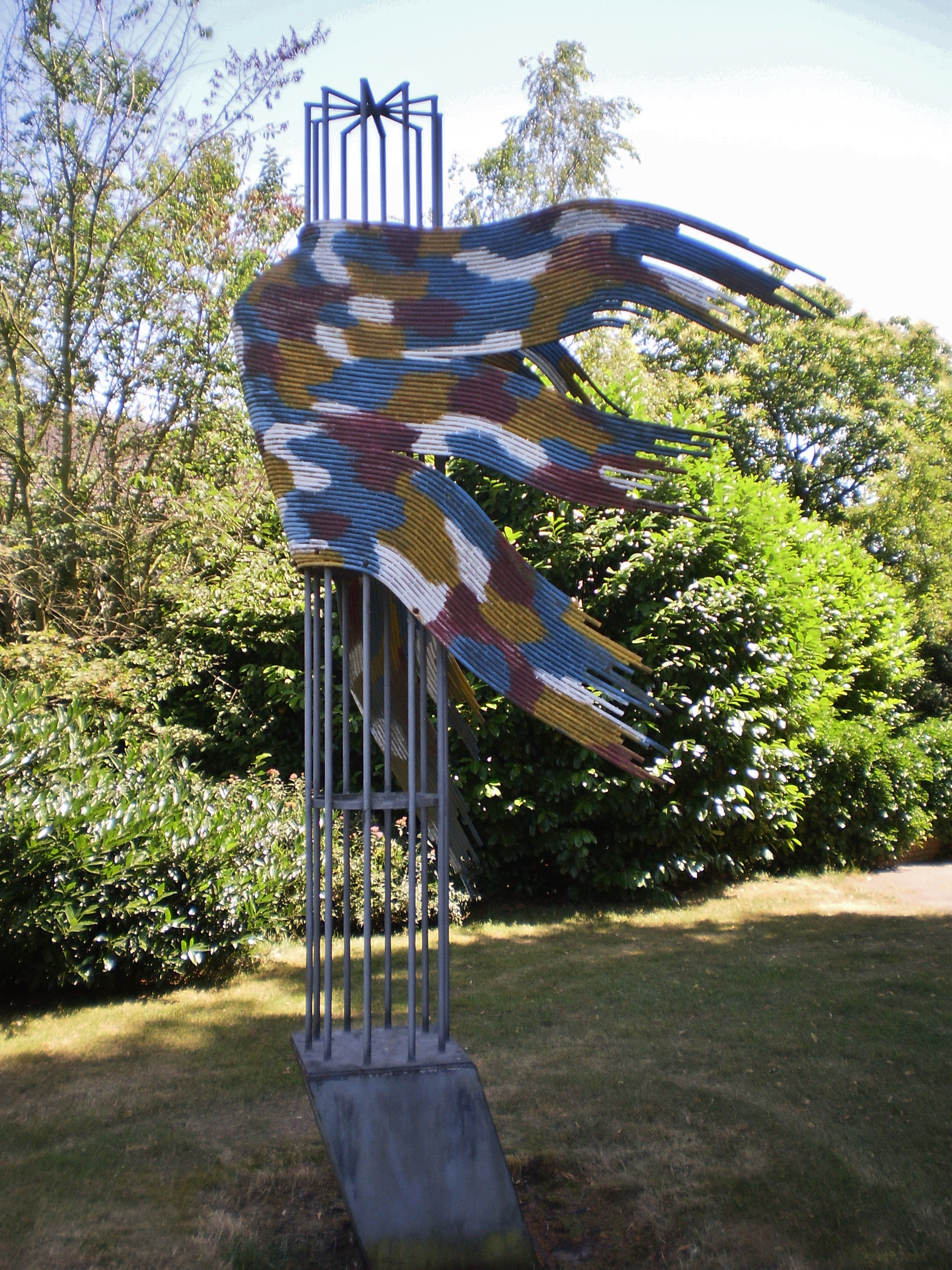
Bussum
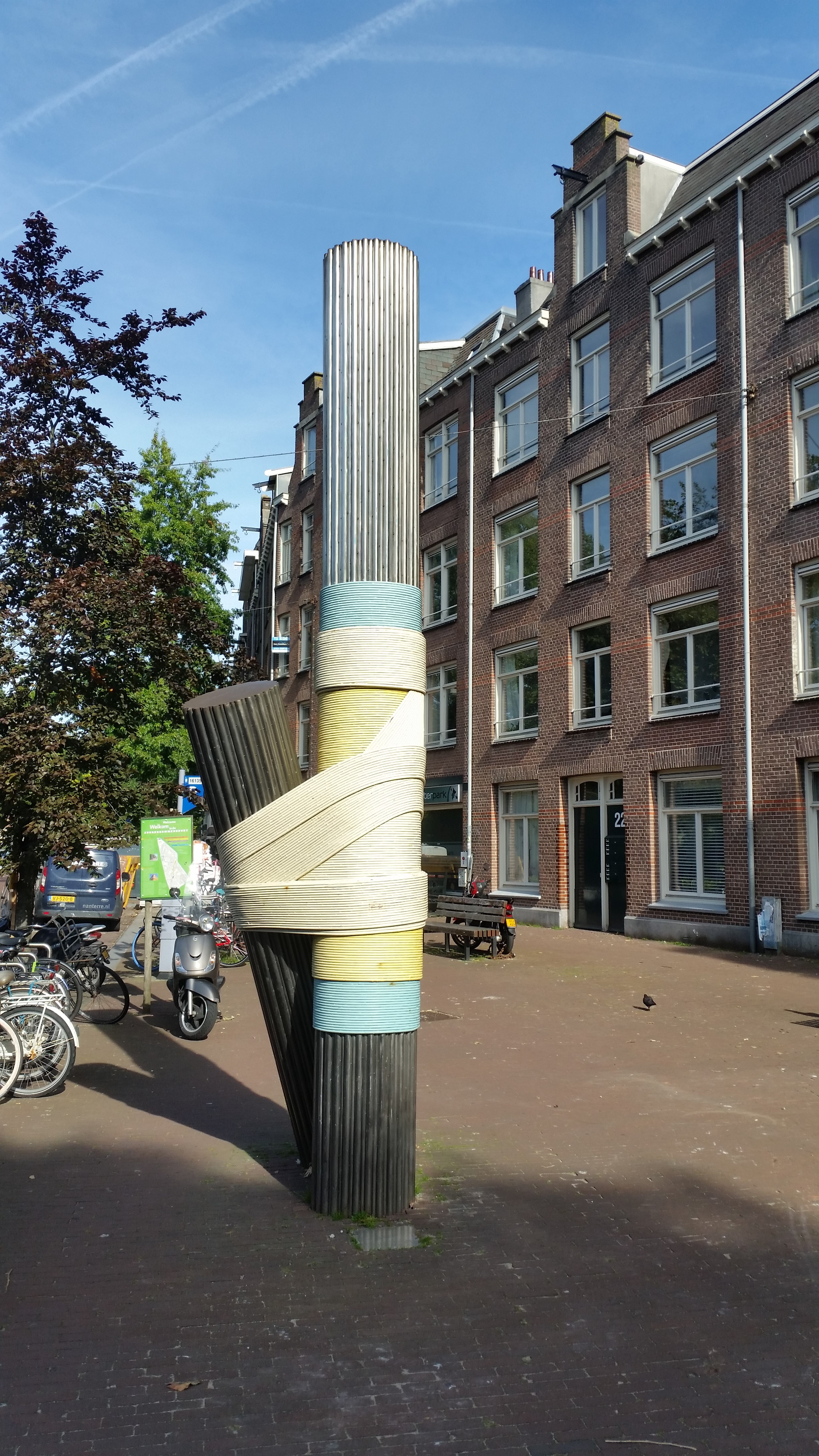
Amsterdam